# Sede titolare di Milta
Milta (in latino: Miltensis) è una sede titolare della Chiesa cattolica, istituita nel XVIII secolo e soppressa nel XX secolo.

## Storia
La sede titolare Miltensis è assegnata per la prima volta sul finire del Settecento. Negli Annuari Pontifici dell'Ottocento la sede viene indicata come appartenente alla provincia romana della Cilicia nel patriarcato di Antiochia. Il titolo non appare più nei vari volumi dell'Annuaire pontifical catholique, editi da Albert Battandier agli inizi del XX secolo. Secondo Konrad Eubel, il titolo Miltensis corrisponderebbe a quello di Meloe di Licia.
Il titolo è stato assegnato a cinque vescovi: il domenicano José Calvo, vicario apostolico di Fokien, oggi arcidiocesi di Fuzhou in Cina; Kazimierz Roch Dmochowski, vescovo ausiliare di Vilnius; Girolamo Gavi, amministratore apostolico della diocesi di Livorno; Antonio Polin, vescovo ausiliare di Padova; e Giovanni Battista Mantovano, che fu nominato coadiutore con diritto di successione alla diocesi di Bova, ma morì prima di poter succedere sulla sede calabrese.

## Cronotassi dei vescovi titolari
- José Calvo, O.P. † (16 febbraio 1781 - 15 ottobre 1812 deceduto)
- Kazimierz Roch Dmochowski † (17 dicembre 1840 - 3 luglio 1848 nominato arcivescovo di Mahilëŭ)
- Girolamo Gavi † (3 luglio 1848 - 4 aprile 1869 deceduto)
- Antonio Polin † (16 gennaio 1874 - 25 settembre 1882 nominato vescovo di Adria)
- Giovanni Battista Mantovano, O.M. † (15 marzo 1883 - 11 luglio 1894 deceduto)